# Carlos Pacheco (strzelec)
Carlos Pacheco Jiron (ur. 26 października 1925 w Puntarenas, zm. 13 kwietnia 2000 w San José) – kostarykański strzelec, olimpijczyk.
Brał udział w igrzyskach olimpijskich w 1968 (Meksyk). Wystartował w dwóch konkurencjach: zajął 52. miejsce w konkurencji karabinu małokalibrowego leżąc z odl. 50 m oraz 42. pozycję w skeecie.
Był trenerem Hugo Chamberlaina.

## Wyniki olimpijskie
| Igrzyska | Konkurencja                       | Wynik                           | Miejsce    | Źródło |
| -------- | --------------------------------- | ------------------------------- | ---------- | ------ |
| IO 1968  | Karabin małokalibrowy leżąc, 50 m | 587 punktów (99-96-99-96-99-98) | 52 (na 86) | [ 3 ]  |
| IO 1968  | Skeet                             | 176 punktów                     | 42 (na 52) | [ 4 ]  |